# Qarxun (Quba)
Qarxun è un comune dell'Azerbaigian situato nel distretto di Quba. Conta una popolazione di 1 101 abitanti.